# Brezzo di Bedero
Brezzo di Bedero (lombardul: Brèsc de Béder) település Olaszországban, Varese megyében. Lakosainak száma 1217 fő (2023. január 1.). Brezzo di Bedero Brissago-Valtravaglia, Cannero Riviera, Germignaga, Oggebbio és Porto Valtravaglia községekkel határos.

## Népesség
A település népességének változása:
| Lakosok száma | 1197 | 1215 | 1217 |
|               | 2017 | 2018 | 2023 |